# Галеб аль-Гаді
Галеб аль-Гаді, повне ім'я Галеб бін Матуваккіль Мухаммад (араб. غالب بن المتوكل محمد; 1823 – 30 вересня 1885) – зейдитський імам Ємену. Син імама Сухаммеда аль-Мутаваккіля. Проголошував свій імамат двічі.